# Marcin Mrożek
Marcin Mrożek (Wadowice, 26 februari 1990) is een Pools voormalig wielrenner.

## Carrière
In 2013 werd Mrożek zesde in de door Machat Ajasbajev gewonnen Trofeo Bastianelli. Een jaar later werd de Pool elfde in dezelfde koers, ditmaal won Nicola Gaffurini.
In 2016 werd Mrożek prof bij CCC Sprandi Polkowice, waar hij een contract voor twee seizoenen tekende. Zijn debuut maakte hij in februari in de Ronde van Murcia, waar hij op plek 61 eindigde. In juli eindigde hij op de vijfde plek in het bergklassement van de Ronde van Oostenrijk, waarna hij in oktober zijn seizoen afsloot door op plek 88 te eindigen in de Ronde van het Münsterland.

## Ploegen
- 2014 –  Androni Giocattoli-Venezuela (stagiair vanaf 1-8)
- 2016 –  CCC Sprandi Polkowice
- 2017 –  CCC Sprandi Polkowice

Banaszek · Brożyna · Černý · Großschartner · Hirt · Honkisz · Kaczmarek · Kiendyś · Kurek · Latoń · Małecki · Marycz · Matysiak · Michajlov · Mrożek · Owsian · Paluta · de la Parte · Paterski · Pluciński · Ponzi · Rebellin · Samojlaw · Stępniak · Stosz · Szmyd · Taciak
Banaszek · Białobłocki · Brożyna · Großschartner · Hirt · Kaczmarek · Koch · Kurek · Małecki · Michajlov · Mrożek · Owsian · Paluta · Paterski · Pluciński · Ponzi · Samojlaw · Schlegel · Sisr · Stosz · Taciak · Tratnik